# إرنلد جوزيفسون
إرنلد جوزيفسون (بالسويدية: Erland Josephson) (و. 1923 – 2012 م) هو مخرج أفلام، وكاتب، وكاتب سيناريو، وممثل مسرحي، وممثل أفلام، ومخرج سويدي، ولد في ستوكهولم، توفي في ستوكهولم، عن عمر يناهز 89 عاماً، بسبب مرض باركنسون.

## جوائز
حصل على جوائز منها:
- جائزة الأكاديمية السويدية للمسرح  [لغات أخرى]‏ (1987)
- ميدالية الآداب والفنون [الإنجليزية]‏ (1973)
- جائزة أوجين أونيل [الإنجليزية]‏.

## وصلات خارجية
- إرنلد جوزيفسون على موقع IMDb (الإنجليزية)
- إرنلد جوزيفسون على موقع روتن توميتوز (الإنجليزية)
- إرنلد جوزيفسون على موقع مونزينجر (الألمانية)
- إرنلد جوزيفسون على موقع ألو سيني (الفرنسية)
- إرنلد جوزيفسون على موقع ميوزك برينز (الإنجليزية)
- إرنلد جوزيفسون على موقع تيرنر كلاسيك موفيز (الإنجليزية)
- إرنلد جوزيفسون على موقع أول موفي (الإنجليزية)
- إرنلد جوزيفسون على موقع قاعدة بيانات الأفلام السويدية (السويدية)
- إرنلد جوزيفسون على موقع إن إن دي بي (الإنجليزية)
- إرنلد جوزيفسون على موقع ديسكوغز (الإنجليزية)